# Kap Valentine
Kap Valentine (englisch Cape Valentine, in Argentinien Cabo Valentín, in Chile Cabo Valentine) ist das Kap am nordöstlichen Ende von Elephant Island im Archipel der Südlichen Shetlandinseln.
Der Benennungshintergrund ist nicht überliefert. Der Name wurde ab 1822 von US-amerikanischen und britischen Robbenfängern benutzt und ist seither etabliert.